# Riera de Vallforners
La riera de Vallforners, a menudo conocida como riera de Cànoves, es una riera que discurre por los términos municipales de Tagamanent, Cánoves, Cardedeu y La Roca del Vallés, donde desemboca en el río Mogent. En lo alto de Cànoves, se levanta el embalse de Vallforners, construido entre 1985 y 1989, y que garantiza los regadíos de los campos del valle.

## Origen y etimología
Recibe el nombre de la masía de Vallfornès, cerca de donde se sitúa su nacimiento, en el municipio de Tagamanent y dentro del parque natural del Montseny.